# アイ (植物)
アイ（あゐ、藍、Chinese indigo 学名：Persicaria tinctoria）は、タデ科イヌタデ属の一年生植物。別名は、タデアイ（蓼藍）、アイタデ（藍蓼）。中国東部、朝鮮半島、日本列島中央部において青色の染料として重用されていたが、化学合成したインディゴ染料が発明されて以降は合成インディゴが工業的にはよく用いられているため、染料用途で用いられることはあまりなくなった。なお、世界各地で同じようにインディゴを含有する様々な植物が、染料として利用されてきた。

## 特徴
外形はイヌタデによく似ているが、アイは葉を傷つけると傷口が藍色になる。茎は高さ60 - 90センチメートルになり、よく枝分かれする。葉は幅の広い披針形（竹の葉のように先端が尖り、基部はやや広い）をしている。一年生植物であり、原産地は東南アジア。葉は藍色色素の原料となる他、乾燥させて、解熱、殺菌の漢方薬としても用いられる。

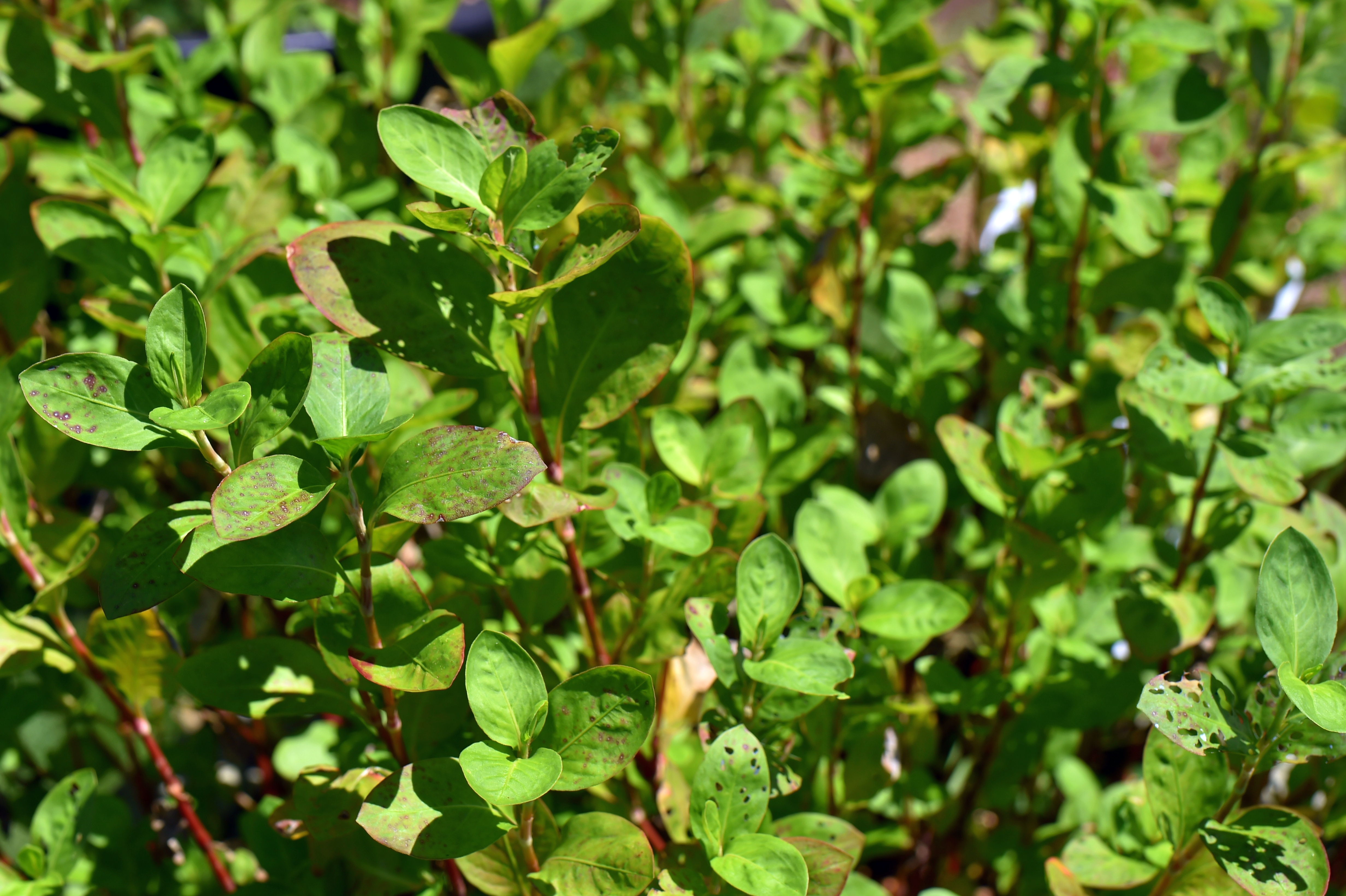
茎葉（8月）

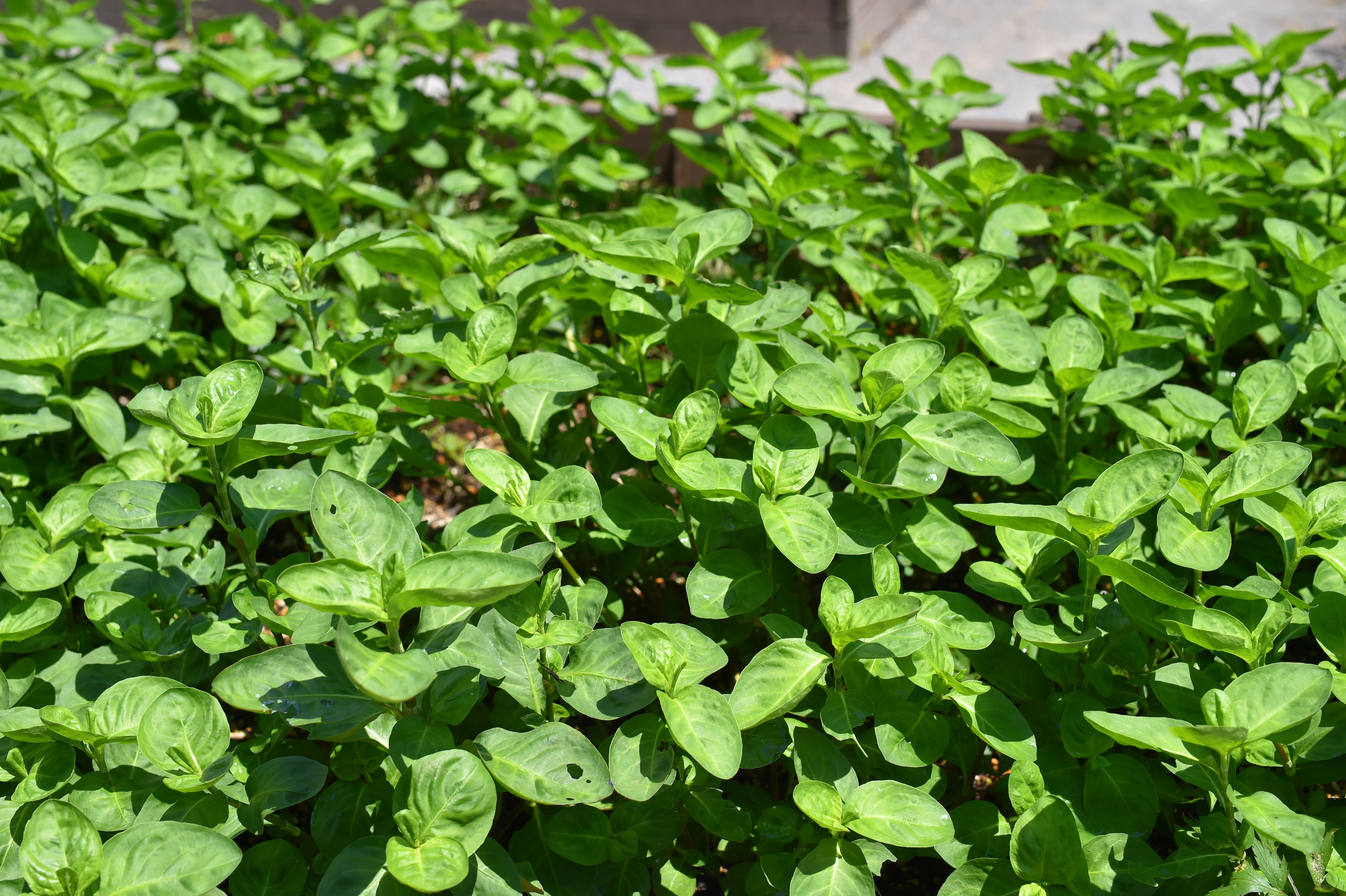
栽培品種のマルバアイ（水戸市植物公園）

## 利用

### 染料
藍染めに利用される。藍は人類が最も古く利用した青色染料である。日本における藍染めは奈良時代から続く歴史があり、藍による染色を愛好する者もいる。海外では“Japan Blue”と呼ばれることもある（歌川広重や葛飾北斎などの浮世絵の藍色を指して同様に“Japan Blue”あるいは“Hiroshige Blue”と言うこともあるが、これは正確には藍ではなくベロ藍（紺青）である）。染色には生葉染め、乾燥葉染め、すくも(蒅)染めがある。生葉染めには、最も古い方法である布に生葉をそのまま叩きつけて染める叩き染めか、すり潰した汁で染める方法があるが、濃く染まらない、葉が新鮮なうちでなければ染色できない（水溶性のインディカンが不溶性のインディゴに変化して利用できなくなるため）といった欠点がある。
乾燥葉染めは、アイ葉を乾燥させたものを用いる方法。そのままでは色素が繊維に沈着しないので、還元反応を行って色素の沈着ができるようにしなければならない。生葉に比べて無駄なく染色でき、時期もあまり選ばない。
すくも染めは、乾燥したアイ葉を室のなかで数ヶ月かけて醗酵させてすくも（蒅)を造り、更にそれを搗き固めて藍玉を作り、これを利用する方法である。生産に高度な技術と手間を必要とするため、現在では徳島県以外で日本産のすくもを見ることはほぼない。染色には、すくもを水甕で醗酵させてから行う（醗酵すると水面にできる藍色の泡を「藍の華」と呼び、これが染色可能な合図になる）ので、夏の暑い時期が最適である。すくもの利点は、いつでも醗酵させて染色できること、染料の保存が楽なこと、木綿にも濃く染められることなどが挙げられる。
藍染は、徳島平野で行われるものが有名である。
日本に存在するアイの品種は、小上粉（こじょうこ：赤花、白花があり、最も栽培されている）、小千本（こせんぼん：青茎、赤茎があり、株が真っ直ぐに育つ）、百貫（ひゃっかん：大量に収穫できることからの名だが、品質は劣ると言われる）などがある。
藍染した布は、抗菌性、消臭性に優れており、虫食いを受けにくく保存性が高い。藍染した布は耐火性が高まるため、武士が戦闘時につける甲冑の下着、江戸時代の火消し用半纏、日本国有鉄道の蒸気機関車乗員の制服などに使われた。
また、藍染した和紙である紺紙はその色合いの美しさのみならず防虫も目的として写経などに利用されている。平安時代末に書かれた国宝の『紺紙金銀字交書一切経』は紺紙の保存性により朽ちることなく現存している。ただし、紺紙の防虫性はアイの成分に由来しているのではなく、何度も水洗いして表面を貝殻で擦り平滑化するという特殊な製紙法に起因しているとも考えられている。
白髪染めには乾燥葉の粉末が利用される。ヘナでオレンジ～赤茶色に染まった後に藍で染めて青色を重ねると、暗い茶褐色となる。ヘナと藍があらかじめミックスされている商品もある。

### 薬用
アイの葉は古来より薬用植物として解熱、解毒や抗炎症薬等に用いられており、江戸時代には蜘蛛や蛇などの毒を持つ生き物に咬まれた傷の治療に用いられていた記録が残っている。近年の研究では抗ガン作用を持つトリプタンスリンや抗菌活性を持つケンペロールなどの複数の生理活性物質がアイから単離されており、またアイの葉にはフラボノール配糖体が豊富に含まれることから、コレステロールを低減させる効果についても研究されている。その他、アイの葉を刺身のツマに使ったり、酢と混ぜてアユの臭み取りに使ったりするなど、食用に用いている地域もある。徳島県では、葉・茎を粉末にした藍粉を食品（菓子・パンや麺類）やハーブティに入れる利用法も開発されている。
2022年には、タデ藍（青森県産の『あおもり藍』）の葉から抽出したエキスが、新型コロナウイルスの細胞への侵入を防ぐ働きを持つことが、東北医科薬科大学、富山大学、近畿大学、神戸大学の共同研究チームにより発見され、2月10日にギリシャの国際的学術誌に論文が掲載された。葉のエキスに含まれるトリプタンスリンがウイルスのスパイクタンパク質に結合し、人体の受容体との結合を阻害する効果があり、オミクロン株にも有効である他、自然素材で副作用が少ないため、ワクチン未接種者の感染予防にも効果的とされている。このため、市販の点鼻薬に藍の葉のエキスを配合した製品を2 - 3か月後を目途に製品として市場に送ることを目指すとしている。

## 歴史
日本には6世紀頃中国から伝わり、藍色の染料を採るために広く栽培された。特に江戸時代にはベニバナ・アサとともに〈三草〉の一つに数えられ、日本を代表する商品作物とされた。阿波国（現・徳島県）で発達し、19世紀初めには藍玉の年産高は15 - 20万俵を誇り、阿波藍として名産品になった。しかし、明治時代に入ると藍玉がインドから輸入されて作付が激減。またドイツで人工藍の工業化が成功して1904年頃から盛んに輸入されるようになった。とはいえ現在でも国内で藍の栽培や利用は続いており、2019年5月20日には「藍のふるさと 阿波～日本中を染め上げた至高の青を訪ねて～」が文化庁により日本遺産に認定された。
栃木県佐野市では江戸時代から藍染め「佐野藍」の原料となる藍の生産が盛んで、明治時代末期に外国の安価な化学染料に押されて一時同市での生産は途絶えたが、有志によって2012年に栽培が復活した。技術の保存発展と後継者の育成に努めている状況である。

## ことわざ
- 「青は藍より出でて藍より青し」 - 染料の藍は黒や茶の様な色があり、青みがあまりない。しかし染め出すと非常に美しい青に染まることから、親（師匠）よりも優れることを言う。「出藍の誉れ」とも。